# 新藏铁路
新藏铁路，是规划中的连接新疆维吾尔自治区喀什地区和西藏自治区拉萨市的铁路线路，屬《十二五綜合交通運輸體系規劃》中五條進藏路線之一。线路北起新疆维吾尔自治区和田市，南至西藏自治区日喀則市，故又稱「日和線」。

## 历史
2021年12月，中铁一院组织对新藏交通廊道的各项地质研究招标。
2022年5月31日，国铁物资有限公司发布了新藏铁路和田至日喀则段的勘察设计招标公告。
2025年8月7日，新藏铁路有限公司成立，作为中国国家铁路集团的全资项目法人公司，负责新藏铁路项目管理。